# ديانا ليندسي
ديانا ليندسي (بالإنجليزية: Diana Lindsay)‏ هي كاتِبة أمريكية، ولدت في 14 يوليو 1944.